# Championnats du monde de snowboard 2015
Navigation
Édition précédente Édition suivante
La 11e édition des Championnats du monde de snowboard se déroule du 15 janvier au 24 janvier 2015 à Kreischberg (Autriche) conjointement aux Championnats du monde de ski acrobatique.

## Programme
| Q | Qualifications | F | Finale |

| Épreuve↓/Date →        | Jeu 15 | Ven 16 | Sam 17 | Dim 18 | Dim 18 | Lun 19 | Lun 19 | Mar 20 | Mer 21 | Jeu 22 | Jeu 22 | Ven 23 | Ven 23 | Sam 24 | Dim 25 |
| ---------------------- | ------ | ------ | ------ | ------ | ------ | ------ | ------ | ------ | ------ | ------ | ------ | ------ | ------ | ------ | ------ |
| Big Air                |        |        |        |        |        |        |        |        |        |        |        | Q      | Q      | F      |        |
| Half-Pipe              |        | Q      | F      |        |        |        |        |        |        |        |        |        |        |        |        |
| Slopestyle             |        |        |        |        |        | Q      | Q      |        | F      |        |        |        |        |        |        |
| Snowboard Cross        | Q      | F      |        |        |        |        |        |        |        |        |        |        |        |        |        |
| Slalom-Géant Parallèle |        |        |        |        |        |        |        |        |        |        |        | Q      | F      |        |        |
| Slalom Parallèle       |        |        |        |        |        |        |        |        |        | Q      | F      |        |        |        |        |

## Tableau des médailles
| Rang  | Nation             | Or | Argent | Bronze | Total |
| ----- | ------------------ | -- | ------ | ------ | ----- |
| 1     | États-Unis         | 2  | -      | 3      | 5     |
| 2     | Italie             | 2  | -      | 1      | 3     |
| 3     | Autriche           | 1  | 2      | 2      | 5     |
| 4     | Russie             | 1  | 2      | -      | 3     |
| -     | Finlande           | 1  | 2      | -      | 3     |
| 6     | Chine              | 1  | 1      | -      | 2     |
| 7     | Suisse             | 1  | -      | 1      | 2     |
| -     | Japon              | 1  | -      | 1      | 2     |
| 9     | Australie          | 1  | -      | -      | 1     |
| -     | République tchèque | 1  | -      | -      | 1     |
| 11    | Canada             | -  | 2      | -      | 2     |
| 12    | Slovénie           | -  | 1      | 2      | 3     |
| 13    | France             | -  | 1      | 1      | 2     |
| 14    | Espagne            | -  | 1      | -      | 1     |
| 15    | Slovaquie          | -  | -      | 1      | 1     |
| Total | Total              | 12 | 12     | 12     | 36    |

## Podiums

### Hommes
| Épreuves                            | Or                 | Argent         | Bronze            |
| ----------------------------------- | ------------------ | -------------- | ----------------- |
| Snowboardcross (15 et 16 janvier)   | Luca Matteotti     | Kevin Hill     | Nick Baumgartner  |
| Half-Pipe (16 et 17 janvier)        | Scotty James       | Zhang Yiwei    | Tim-Kevin Ravnjak |
| Slopestyle (19 et 20 janvier)       | Ryan Stassel       | Roope Tonteri  | Kyle Mack         |
| Slalom Parallèle (22 janvier)       | Roland Fischnaller | Andrey Sobolev | Rok Marguc        |
| Slalom-Géant Parallèle (23 janvier) | Andrey Sobolev     | Zan Kosir      | Benjamin Karl     |
| Big-Air (23 et 24 janvier)          | Roope Tonteri      | Darcy Sharpe   | Kyle Mack         |

### Femmes
| Épreuves                            | Or                 | Argent              | Bronze          |
| ----------------------------------- | ------------------ | ------------------- | --------------- |
| Snowboardcross (15 et 16 janvier)   | Lindsey Jacobellis | Nelly Moenne-Loccoz | Michela Moioli  |
| Half-Pipe (16 et 17 janvier)        | Xuetong Cai        | Queralt Castellet   | Clémence Grimal |
| Slopestyle (19 et 20 janvier)       | Miyabi Onitsuka    | Anna Gasser         | Klaudia Medlová |
| Slalom Parallèle (22 janvier)       | Ester Ledecka      | Julia Dujmovits     | Marion Kreiner  |
| Slalom-Géant Parallèle (23 janvier) | Claudia Riegler    | Alena Zavarzina     | Tomoka Takeuchi |
| Big-Air (23 et 24 janvier)          | Elena Koenz        | Merika Enne         | Sina Candrian   |

## Résultats détaillés

### Cross Hommes
| Rang | Athlète              | Nationalité | Notes |
| ---- | -------------------- | ----------- | ----- |
| 5    | Alex Pullin          | Australie   |       |
| 6    | Lluis Marin Tarroch  | Andorre     |       |
| 7    | Alessandro Haemmerle | Autriche    |       |
| 8    | Laro Herrero         | Espagne     |       |

| Rang                      | Athlète          | Nationalité | Notes |
| ------------------------- | ---------------- | ----------- | ----- |
| Médaille d'or, monde      | Kevin Hill       | Canada      |       |
| Médaille d'argent, monde  | Nick Baumgartner | États-Unis  |       |
| Médaille de bronze, monde | Luca Matteotti   | Italie      |       |
| 4                         | Nate Holland     | États-Unis  |       |

### Cross Femmes
| Rang | Athlète           | Nationalité | Notes |
| ---- | ----------------- | ----------- | ----- |
| 5    | Dominique Maltais | Canada      |       |
| 6    | Eva Samkova       | Tchéquie    |       |
| 7    | Belle Brockhoff   | Australie   |       |
| 8    | Charlotte Bankes  | France      |       |

| Rang                      | Athlète             | Nationalité | Notes |
| ------------------------- | ------------------- | ----------- | ----- |
| Médaille d'or, monde      | Lindsey Jacobellis  | États-Unis  |       |
| Médaille d'argent, monde  | Nelly Moenne-Loccoz | France      |       |
| Médaille de bronze, monde | Michela Moioli      | Italie      |       |
| 4                         | Alexandra Jekova    | Bulgarie    |       |

### Halfpipe Hommes
| Rang                      | Athlète             | Nationalité  | Manche 1 | Manche 2 | Manche 3 |
| ------------------------- | ------------------- | ------------ | -------- | -------- | -------- |
| Médaille d'or, monde      | Scotty James        | Australie    | 91.50    | 20.25    | 1.00     |
| Médaille d'argent, monde  | Zhang Yiwei         | Chine        | 89.00    | 89.50    | 16.00    |
| Médaille de bronze, monde | Tim-Kevin Ravnjak   | Slovénie     | 82.00    | 79.50    | 89.25    |
| 4                         | Iouri Podladtchikov | Suisse       | 71.75    | 30.25    | 84.25    |
| 5                         | Taku Hiraoka        | Japon        | 43.25    | 82.50    | 28.25    |
| 6                         | Kent Callister      | Australie    | 67.00    | 82.25    | 20.75    |
| 7                         | Christian Haller    | Suisse       | 75.00    | 30.50    | 74.25    |
| 8                         | Lee Kwang-ki        | Corée du Sud | 41.25    | 65.75    | 60.75    |
| 9                         | David Hablützel     | Suisse       | 64.25    | 45.25    | 40.75    |
| 10                        | Jan Scherrer        | Suisse       | 15.50    | 12.50    | 44.75    |

### Halfpipe Femmes
| Rang                      | Athlète           | Nationalité | Manche 1 | Manche 2 | Manche 3 |
| ------------------------- | ----------------- | ----------- | -------- | -------- | -------- |
| Médaille d'or, monde      | Cai Xuetong       | Chine       | 90.25    | 94.25    | 89.25    |
| Médaille d'argent, monde  | Queralt Castellet | Espagne     | 81.25    | 18.75    | 21.00    |
| Médaille de bronze, monde | Clémence Grimal   | France      | 31.75    | 80.25    | 40.50    |
| 4                         | Hikaru Oe         | Japon       | 71.25    | 39.25    | 72.25    |
| 5                         | Sophie Rodriguez  | France      | 65.25    | 63.00    | 37.00    |
| 6                         | Torah Bright      | Australie   | 43.25    | 37.00    | 57.00    |

### Slopestyle Hommes
| Rang                      | Athlète            | Nationalité | Manche 1 | Manche 2 | Manche 3 |
| ------------------------- | ------------------ | ----------- | -------- | -------- | -------- |
| Médaille d'or, monde      | Ryan Stassel       | États-Unis  | 94.00    | 51.00    | 97.50    |
| Médaille d'argent, monde  | Roope Tonteri      | Finlande    | 60.75    | 90.00    | 93.75    |
| Médaille de bronze, monde | Kyle Mack          | États-Unis  | 47.75    | 92.75    | 86.00    |
| 4                         | Darcy Sharpe       | Canada      | 90.75    | 21.75    | 56.50    |
| 5                         | Jonas Boesinger    | Suisse      | 84.00    | 14.25    | 47.50    |
| 6                         | Michael Ciccarelli | Canada      | 58.75    | 82.25    | 49.00    |
| 7                         | Jan Necas          | Tchéquie    | 78.75    | 6.50     | 72.75    |
| 8                         | Philipp Kundratitz | Autriche    | 72.50    | 38.25    | 70.00    |
| 9                         | Mans Hedberg       | Suède       | 32.25    | 69.75    | 34.25    |
| 10                        | Seamus O'Connor    | Irlande     | 54.50    | 48.75    | 2.75     |

### Slopestyle Femmes
| Rang                      | Athlète         | Nationalité | Manche 1 | Manche 2 | Manche 3 |
| ------------------------- | --------------- | ----------- | -------- | -------- | -------- |
| Médaille d'or, monde      | Miyabi Onitsuka | Japon       | 54.75    | 92.50    | 44.25    |
| Médaille d'argent, monde  | Anna Gasser     | Autriche    | 75.25    | 25.00    | 89.50    |
| Médaille de bronze, monde | Klaudia Medlova | Slovaquie   | 84.25    | 40.75    | 39.75    |
| 4                         | Sina Candrian   | Suisse      | 72.25    | 79.50    | 43.50    |
| 5                         | Jenna Blasman   | Canada      | 38.25    | 61.25    | 21.50    |
| 6                         | Anna Gyarmati   | Hongrie     | DNS      | DNS      | DNS      |

### Slalom parallèle Hommes
| Huitièmes de finale | Huitièmes de finale | Huitièmes de finale |  |  | Quarts de finale | Quarts de finale | Quarts de finale |  |  | Demi-finales | Demi-finales | Demi-finales |  |                 | Finales         | Finales            | Finales |
|                     |                     |                     |  |  |                  |                  |                  |  |  |              |              |              |  |                 |                 |                    |         |
| 4                   | Fluetsch            | +0.05               |  |  |                  |                  |                  |  |  |              |              |              |  |                 |                 |                    |         |
| 13                  | Felicetti           |                     |  |  | 13               | Felicetti        | +0.05            |  |  |              |              |              |  |                 |                 |                    |         |
| 5                   | March               |                     |  |  | 5                | March            |                  |  |  |              |              |              |  |                 |                 |                    |         |
| 12                  | Detkov              | +0.57               |  |  |                  |                  |                  |  |  | 5            | March        | +0.04        |  |                 |                 |                    |         |
| 8                   | Sobolev             |                     |  |  |                  |                  |                  |  |  | 8            | Sobolev      |              |  |                 |                 |                    |         |
| 9                   | Mick                | +0.30               |  |  | 8                | Sobolev          |                  |  |  |              |              |              |  |                 |                 |                    |         |
| 1                   | Kosir               |                     |  |  | 1                | Kosir            | +0.51            |  |  |              |              |              |  |                 |                 |                    |         |
| 16                  | Weis                | +0.32               |  |  |                  |                  |                  |  |  |              |              |              |  |                 | 8               | Andrey Sobolev     | +0.16   |
| 2                   | Fischnaller         |                     |  |  |                  |                  |                  |  |  |              |              |              |  |                 | 2               | Roland Fischnaller |         |
| 15                  | Baumeister          | +0.23               |  |  | 2                | Fischnaller      |                  |  |  |              |              |              |  |                 |                 |                    |         |
| 7                   | Wild                |                     |  |  | 7                | Wild             | +0.59            |  |  |              |              |              |  |                 |                 |                    |         |
| 10                  | Prommegger          |                     |  |  |                  |                  |                  |  |  | 2            | Fischnaller  |              |  |                 |                 |                    |         |
| 6                   | Karl                | +0.29               |  |  |                  |                  |                  |  |  | 11           | Marguc       | +0.40        |  |                 |                 |                    |         |
| 11                  | Marguc              |                     |  |  | 11               | Marguc           |                  |  |  |              |              |              |  | Troisième place | Troisième place | Troisième place    |         |
| 3                   | Mathies             |                     |  |  | 3                | Mathies          |                  |  |  |              |              |              |  |                 | 5               | Aaron March        | +0.59   |
| 14                  | Reiter              | +7.19               |  |  |                  |                  |                  |  |  |              |              |              |  |                 | 11              | Rok Marguc         |         |

### Slalom parallèle Femmes
| Huitièmes de finale | Huitièmes de finale | Huitièmes de finale |  |  | Quarts de finale | Quarts de finale | Quarts de finale |  |  | Demi-finales | Demi-finales | Demi-finales |  |                 | Finales         | Finales         | Finales |
|                     |                     |                     |  |  |                  |                  |                  |  |  |              |              |              |  |                 |                 |                 |         |
| 4                   | Dujmovits           |                     |  |  |                  |                  |                  |  |  |              |              |              |  |                 |                 |                 |         |
| 13                  | Khatomchenkova      | +1.03               |  |  | 4                | Dujmovits        |                  |  |  |              |              |              |  |                 |                 |                 |         |
| 5                   | Zogg                |                     |  |  | 5                | Zogg             | +1.30            |  |  |              |              |              |  |                 |                 |                 |         |
| 12                  | Soboleva            | +0.30               |  |  |                  |                  |                  |  |  | 4            | Dujmovits    |              |  |                 |                 |                 |         |
| 8                   | Meschik             |                     |  |  |                  |                  |                  |  |  | 9            | Joerg        | +0.07        |  |                 |                 |                 |         |
| 9                   | Joerg               |                     |  |  | 9                | Joerg            |                  |  |  |              |              |              |  |                 |                 |                 |         |
| 1                   | Zavarzina           |                     |  |  | 1                | Zavarzina        | +3.01            |  |  |              |              |              |  |                 |                 |                 |         |
| 16                  | Ochner              | +0.50               |  |  |                  |                  |                  |  |  |              |              |              |  |                 | 4               | Julia Dujmovits |         |
| 2                   | Ledecka             |                     |  |  |                  |                  |                  |  |  |              |              |              |  |                 | 2               | Ester Ledecka   |         |
| 15                  | Takeuchi            | +1.58               |  |  | 2                | Ledecka          |                  |  |  |              |              |              |  |                 |                 |                 |         |
| 7                   | Kummer              | +0.35               |  |  | 10               | Tudegesheva      | +0.59            |  |  |              |              |              |  |                 |                 |                 |         |
| 10                  | Tudegesheva         |                     |  |  |                  |                  |                  |  |  | 2            | Ledecka      |              |  |                 |                 |                 |         |
| 6                   | Kober               |                     |  |  |                  |                  |                  |  |  | 3            | Kreiner      | +0.24        |  |                 |                 |                 |         |
| 11                  | Engeli              | +0.11               |  |  | 6                | Kober            |                  |  |  |              |              |              |  | Troisième place | Troisième place | Troisième place |         |
| 3                   | Kreiner             |                     |  |  | 3                | Kreiner          |                  |  |  |              |              |              |  |                 | 9               | Selina Joerg    | +0.04   |
| 14                  | Schoeffmann         | +0.12               |  |  |                  |                  |                  |  |  |              |              |              |  |                 | 3               | Marion Kreiner  |         |

### Slalom Géant parallèle Hommes
| Huitièmes de finale | Huitièmes de finale | Huitièmes de finale |  |  | Quarts de finale | Quarts de finale | Quarts de finale |  |  | Demi-finales | Demi-finales | Demi-finales |  |                 | Finales         | Finales         | Finales |
|                     |                     |                     |  |  |                  |                  |                  |  |  |              |              |              |  |                 |                 |                 |         |
| 4                   | Sobolev             |                     |  |  |                  |                  |                  |  |  |              |              |              |  |                 |                 |                 |         |
| 13                  | Galmarini           | +0.53               |  |  | 4                | Sobolev          |                  |  |  |              |              |              |  |                 |                 |                 |         |
| 5                   | Marguc              | +0.07               |  |  | 12               | Wild             | +0.39            |  |  |              |              |              |  |                 |                 |                 |         |
| 12                  | Wild                |                     |  |  |                  |                  |                  |  |  | 4            | Sobolev      |              |  |                 |                 |                 |         |
| 8                   | Karl                |                     |  |  |                  |                  |                  |  |  | 8            | Karl         | +0.32        |  |                 |                 |                 |         |
| 9                   | Bussler             | +0.16               |  |  | 8                | Karl             |                  |  |  |              |              |              |  |                 |                 |                 |         |
| 1                   | Coratti             |                     |  |  | 16               | Flander          | +0.65            |  |  |              |              |              |  |                 |                 |                 |         |
| 16                  | Flander             |                     |  |  |                  |                  |                  |  |  |              |              |              |  |                 | 4               | Andrey Sobolev  |         |
| 2                   | Mathies             | +0.46               |  |  |                  |                  |                  |  |  |              |              |              |  |                 | 3               | Zan Kosir       | +0.37   |
| 15                  | Kolegov             |                     |  |  | 15               | Kolegov          |                  |  |  |              |              |              |  |                 |                 |                 |         |
| 7                   | Lee                 | +2.01               |  |  | 10               | Unterkofler      | +0.71            |  |  |              |              |              |  |                 |                 |                 |         |
| 10                  | Unterkofler         |                     |  |  |                  |                  |                  |  |  | 15           | Kolegov      | +0.55        |  |                 |                 |                 |         |
| 6                   | Anderson            |                     |  |  |                  |                  |                  |  |  | 3            | Kosir        |              |  |                 |                 |                 |         |
| 11                  | Prommegger          | +0.34               |  |  | 5                | Anderson         | +2.72            |  |  |              |              |              |  | Troisième place | Troisième place | Troisième place |         |
| 3                   | Kosir               |                     |  |  | 3                | Kosir            |                  |  |  |              |              |              |  |                 | 8               | Benjamin Karl   |         |
| 14                  | March               | +0.65               |  |  |                  |                  |                  |  |  |              |              |              |  |                 | 15              | Valery Kolegov  | +0.22   |

### Slalom Géant parallèle Femmes
| Huitièmes de finale | Huitièmes de finale | Huitièmes de finale |  |  | Quarts de finale | Quarts de finale | Quarts de finale |  |  | Demi-finales | Demi-finales | Demi-finales |  |                 | Finales         | Finales         | Finales |
|                     |                     |                     |  |  |                  |                  |                  |  |  |              |              |              |  |                 |                 |                 |         |
| 4                   | Riegler             |                     |  |  |                  |                  |                  |  |  |              |              |              |  |                 |                 |                 |         |
| 13                  | Dujmovits           | +0.66               |  |  | 4                | Riegler          |                  |  |  |              |              |              |  |                 |                 |                 |         |
| 5                   | Leeson              |                     |  |  | 5                | Leeson           | +0.93            |  |  |              |              |              |  |                 |                 |                 |         |
| 12                  | Schoeffmann         | +0.09               |  |  |                  |                  |                  |  |  | 4            | Riegler      |              |  |                 |                 |                 |         |
| 8                   | Zogg                |                     |  |  |                  |                  |                  |  |  | 8            | Zogg         | +0.54        |  |                 |                 |                 |         |
| 9                   | Calve               | +1.37               |  |  | 8                | Zogg             |                  |  |  |              |              |              |  |                 |                 |                 |         |
| 1                   | Ledecka             |                     |  |  | 1                | Ledecka          | +1.36            |  |  |              |              |              |  |                 |                 |                 |         |
| 16                  | Karstens            | +5.05               |  |  |                  |                  |                  |  |  |              |              |              |  |                 | 4               | Claudia Riegler |         |
| 2                   | Kreiner             |                     |  |  |                  |                  |                  |  |  |              |              |              |  |                 | 2               | Alena Zavarzina |         |
| 15                  | Kober               | +7.80               |  |  | 2                | Kreiner          | +6.08            |  |  |              |              |              |  |                 |                 |                 |         |
| 7                   | Takeuchi            |                     |  |  | 7                | Takeuchi         |                  |  |  |              |              |              |  |                 |                 |                 |         |
| 10                  | Joerg               | +0.23               |  |  |                  |                  |                  |  |  | 7            | Takeuchi     | +0.30        |  |                 |                 |                 |         |
| 6                   | Tudegesheva         | +0.87               |  |  |                  |                  |                  |  |  | 11           | Zavarzina    |              |  |                 |                 |                 |         |
| 11                  | Zavarzina           |                     |  |  | 11               | Zavarzina        |                  |  |  |              |              |              |  | Troisième place | Troisième place | Troisième place |         |
| 3                   | Kummer              |                     |  |  | 3                | Kummer           | +0.07            |  |  |              |              |              |  |                 | 8               | Julie Zogg      | +1.56   |
| 14                  | Laboeck             | +0.64               |  |  |                  |                  |                  |  |  |              |              |              |  |                 | 7               | Tomoka Takeuchi |         |

### Big Air Hommes
| Rang                      | Athlète            | Nationalité | Manche 1 | Manche 2 | Manche 3 | Total  |
| ------------------------- | ------------------ | ----------- | -------- | -------- | -------- | ------ |
| Médaille d'or, monde      | Roope Tonteri      | Finlande    | -        | 94.00    | 79.75    | 173.75 |
| Médaille d'argent, monde  | Darcy Sharpe       | Canada      | -        | 80.00    | 89.50    | 169.50 |
| Médaille de bronze, monde | Kyle Mack          | États-Unis  | -        | 88.50    | 75.00    | 163.50 |
| 4                         | Lucien Koch        | Suisse      | 83.75    | -        | 71.00    | 154.75 |
| 5                         | Michael Ciccarelli | Canada      | 79.00    | 74.50    | -        | 153.50 |
| 6                         | Niklas Mattsson    | Suède       | 70.75    | -        | 80.25    | 151.00 |
| 7                         | Billy Morgan       | Royaume-Uni | -        | 85.00    | 62.50    | 147.50 |
| 8                         | Ville Paumola      | Finlande    | -        | 59.25    | 71.75    | 131.00 |
| 9                         | Mans Hedberg       | Suède       | 47.50    | 56.50    | -        | 104.00 |
| 10                        | Anton Mamaev       | Russie      | -        | 27.50    | 7.00     | 34.50  |

### Big Air Femmes
| Rang                      | Athlète          | Nationalité | Manche 1 | Manche 2 | Manche 3 | Total  |
| ------------------------- | ---------------- | ----------- | -------- | -------- | -------- | ------ |
| Médaille d'or, monde      | Elena Koenz      | Suisse      | 85.50    | 72.25    | 27.00    | 157.75 |
| Médaille d'argent, monde  | Merika Enne      | Finlande    | -        | 80.50    | 68.25    | 148.75 |
| Médaille de bronze, monde | Sina Candrian    | Suisse      | 76.75    | 66.50    | -        | 143.25 |
| 4                         | Klaudia Medlova  | Slovaquie   | 62.00    | -        | 74.75    | 136.75 |
| 5                         | Lia-Maria Boesch | Suisse      | -        | 44.50    | 82.00    | 126.50 |
| 6                         | Urska Pribosic   | Slovénie    | 33.75    | -        | 29.75    | 63.50  |